# 傅文俊

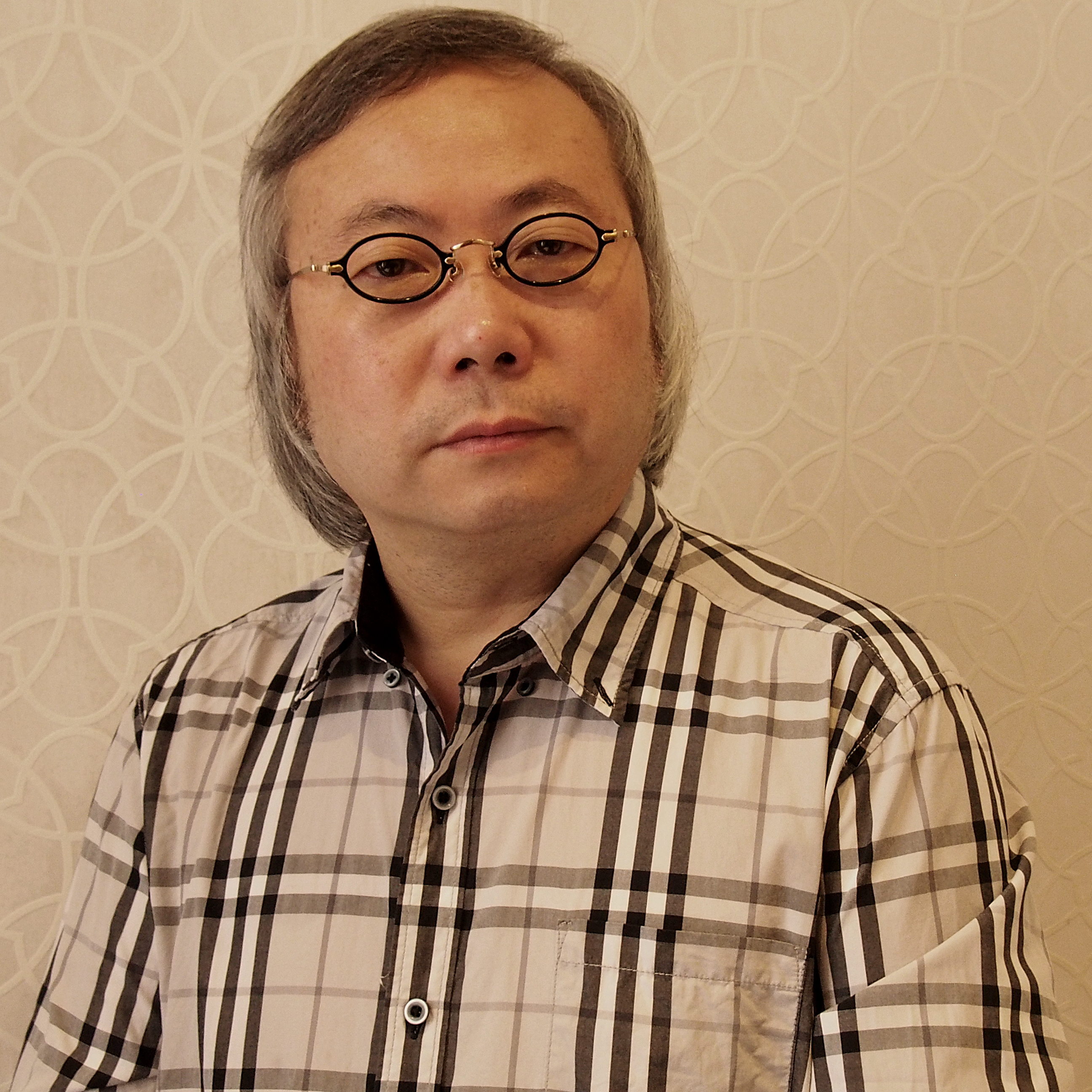
傅文俊

傅文俊（1955年—），中国当代艺术家，现生活和工作于中国重庆。其作品主要反映对东西方历史、文化、人文方面问题的思考与反思，以摄影、数字艺术、装置、油画为主要的艺术形式，提出并创立了“数绘摄影”艺术流派。

## 生平
傅文俊出生于中国重庆，毕业于四川美术学院。艺术探索中将摄影艺术与水墨、油画、雕塑、装置等其他艺术形式进行融合性地表达与呈现方面进行摸索，提出并创立了“数绘摄影”流派。曾在欧洲现代艺术博物馆、中国美术馆、香港大学、纽约联合国总部、广东美术馆、今日美术馆等艺术机构举办个人展览。傅文俊的作品曾在首届亚洲双年展暨第五届广州三年展、德国北部艺术区国际艺术大展（NordArt）、第18届葡萄牙塞尔维尔双年展、第55届威尼斯国际艺术双年展平行展“未曾呈现的声音”等展览中展出。2016年受邀参加罗马国际当代艺术双年展、美国半岛艺术中心双年展、意大利当代艺术三年展等艺术展览。2017年受邀参加首届地中海国际艺术双年展 、伦敦艺术双年展 、罗马视觉艺术三年展等国际艺术展览。

## 数绘摄影
数绘摄影（Digital Pictorial Photography），由傅文俊提出并创立的摄影艺术风格和流派。
“数绘摄影”的创作理念，重新阐释摄影艺术核心的传统。傅文俊在过程中融入了其它艺术媒介的元素，开创了美学上一种崭新的愉悦体验。傅文俊拥抱各类艺术形式，将它们结合成独特及具纪念价值的作品，远超出纯粹地记录影像的范围。他的作品糅合了摄影的务实和各种视觉艺术的美感，透过摄影和其他艺术形式互相配合，把看似难以理解的讯息转化成平易近人的概念，反思历史与人文的各种问题。

## 个人展览
- 2019年
- 《再次进场——傅文俊数绘摄影作品展》，重庆美术馆。中国重庆[15]
- 《相机绘画：傅文俊的摄影创作》，香港大学，中国香港[16]
- 2018年
- 《这是摄影吗？——傅文俊数绘摄影个人展览》，戴尔瑞艺术中心，美国博尔德[17]
- 2017年
- 《傅文俊：数绘摄影的写意方式》，四川美术学院，中国重庆[18]
- 《内心的自省：傅文俊数绘摄影的艺术表达》，欧洲现代艺术博物馆，西班牙巴塞罗那[19]
- 《和而不同：傅文俊数绘摄影展》，中国美术馆，中国北京[20]
- 2015年
- 《迷思之像——傅文俊抽象观念摄影作品展》，广东美术馆，中国广州[21]
- 《摄影叙事——傅文俊观念摄影作品展》，联合国总部，美国纽约[22]
- 2014年
- 《幻化》夏布系列观念摄影作品展，美国佛罗里达州[23]
- 2013年
- 《他心通》观念摄影作品展，美国迈阿密
- 2010年
- 《精神的图示》，北京圆明园遗址博物馆，中国北京
- 《圆明园南移1400公里》，上海非艺术中心，中国上海
- 《走过场》傅文俊历史观念摄影展，今日美术馆，中国北京

## 奖项[24]
- 2018年：全球艺术奖[25]
- 2017年：“加纳莱托奖”[26]
- 2016年：意大利“艺术与科学奖”[27]
- 2015年：第一届联合国教科文组织人类文化遗产诺托城市奖
- 2015年：第十届佛罗伦萨国际当代艺术双年展“洛伦佐国际艺术大奖” [28]
- 2014年：第二届阿根廷国际当代艺术双年展金奖
- 2014年：埃菲尔铁塔大展“世界最佳艺术家”奖
- 2012年：世界杰出华人艺术家称号

## 收藏
作品曾被欧洲现代艺术博物馆、中国美术馆 、香港大学美术博物馆、今日美术馆、中国三峡博物馆、中国北京圆明园遗址博物馆、中国华亚艺术基金会、日本东京都美术馆、阿联酋迪拜文化艺术中心收藏，美国肯尼迪家族、联合国世界人民理事会、大足石刻博物馆、重庆美术馆、广东美术馆、法国国家美术家协会、埃及艾哈迈德•邵基博物馆等知名机构和藏家收藏。

## 代表作品[31]
摄影装置《后工业时代》、数绘摄影《斗转星移》系列、《错位》系列、《问茶》系列、《食色》系列、《F1》系列、《和而不同》系列、《昨夜西风》系列、《迷思之像》系列、《故乡的云》系列、《他心通》系列、《无界》系列、《幻化》系列、《退场》系列、《万国园记》系列、《十二生肖》系列、《图腾》系列等。